# Rob Herring

a Compétitions nationales et continentales officielles uniquement.

b Matchs officiels uniquement.
Dernière mise à jour le 10 novembre 2022.
Rob Herring, né le 27 avril 1990 au Cap (Afrique du Sud), est un joueur sud-africain, international irlandais de rugby à XV, jouant au poste de talonneur à l'Ulster en United Rugby Championship depuis 2012. 

## Biographie
Il connaît sa première cape internationale le 14 juin 2014 contre l'Argentine.
Début janvier 2023, il est convoqué en équipe d'Irlande par Andy Farrell pour disputer le Tournoi des Six Nations. Malgré la forte concurrence à son poste où jouent Rónan Kelleher et Dan Sheehan, il joue tout de même trois matchs dans ce tournoi dont un en tant que titulaire. L'Irlande remporte la compétition en réalisant le Grand Chelem. Il remporte ainsi son premier titre en sélection nationale.
Fin mai 2023, il est présélectionné dans un groupe de 42 joueurs pour préparer la Coupe du monde 2023 avec son pays,.

## Palmarès

### En province
- Ulster
  - Finaliste du Pro12/Pro14 en 2013 et 2019

### En sélection nationale
- Irlande
  - Vainqueur du Tournoi des Six Nations en 2023 (Grand Chelem)